# Tupelo (Arkansas)
Tupelo – miasto w Stanach Zjednoczonych, w stanie Arkansas, w hrabstwie Jackson.